# Venere e Adone (Veronese Augusta)
Venere e Adone è un dipinto di Paolo Veronese del 1562, custodito ad Augusta nello Staatliche Kunstsammlungen.

## Descrizione e stile
La tela rappresenta il momento in cui Venere tenta di fermare Adone in procinto di andare a caccia, avendo percepito il presentimento della sua futura morte.
Veronese aveva già affrontato questo tema in un dipinto del 1580, ma la composizione dell'opera e una serie di particolari stilistici ci fanno parlare di due dipinti completamente differenti.
Secondo alcuni critici, Veronese si basò, per questa versione, sull'opera omonima di Tiziano conservata al Prado, di cui era venuto a conoscenza grazie a incisioni di Cornelis Cort. Da Tiziano è infatti ripresa la posizione di spalle di Venere, così come l'impostazione generale dell'opera. Nonostante alcune citazioni tra i due dipinti, i risultati sono differenti: la tela di Veronese è meno drammatica e certamente più composta, la dea ostacola Adone solo afferrando la corda che tiene i cani e nascondendo il corno da caccia; il rapporto tra i due personaggi è basato più sugli sguardi, che sui contatti fisici.

## Galleria d'immagini

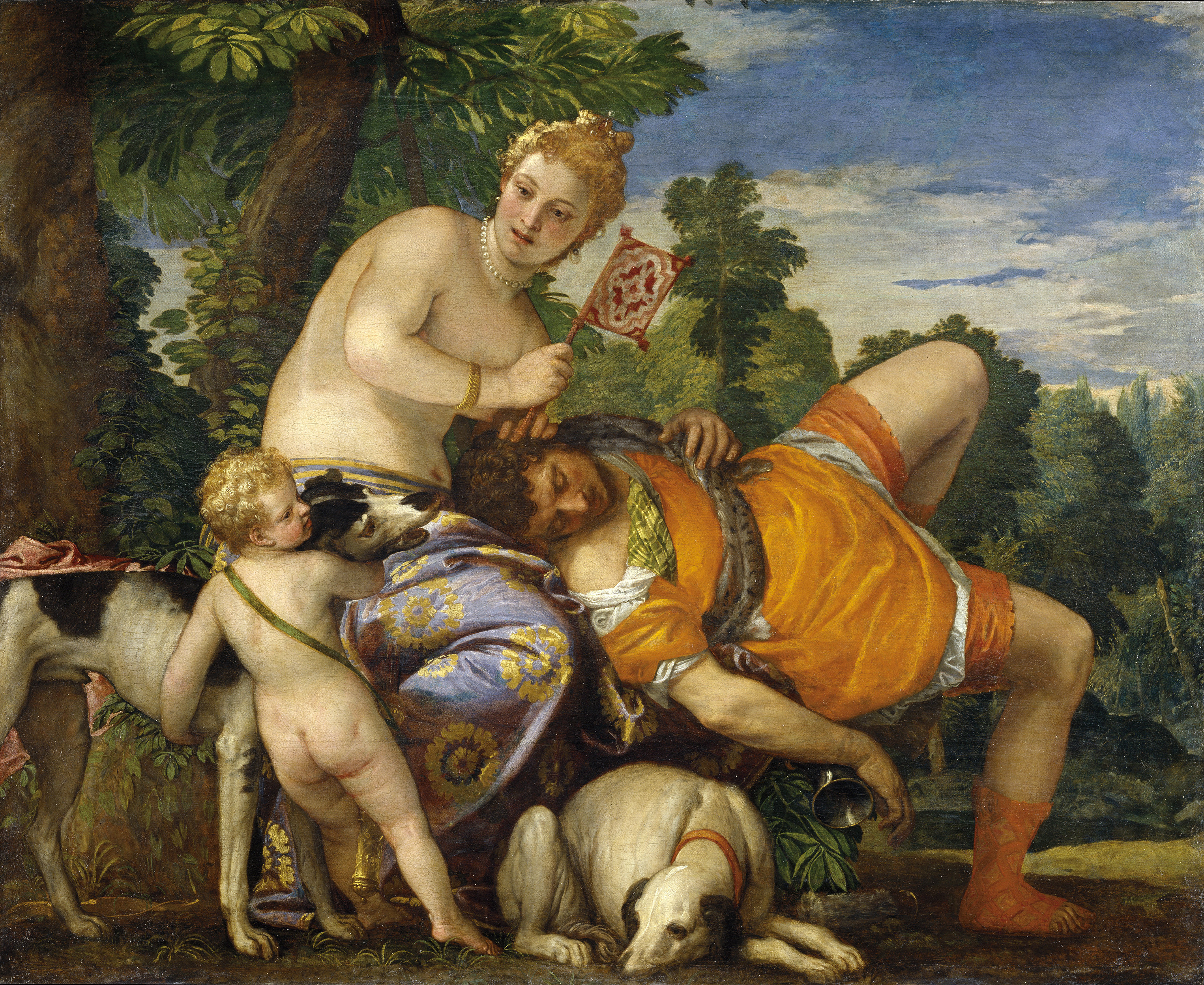
Venere e Adone nella versione di Veronese custodita a Madrid.
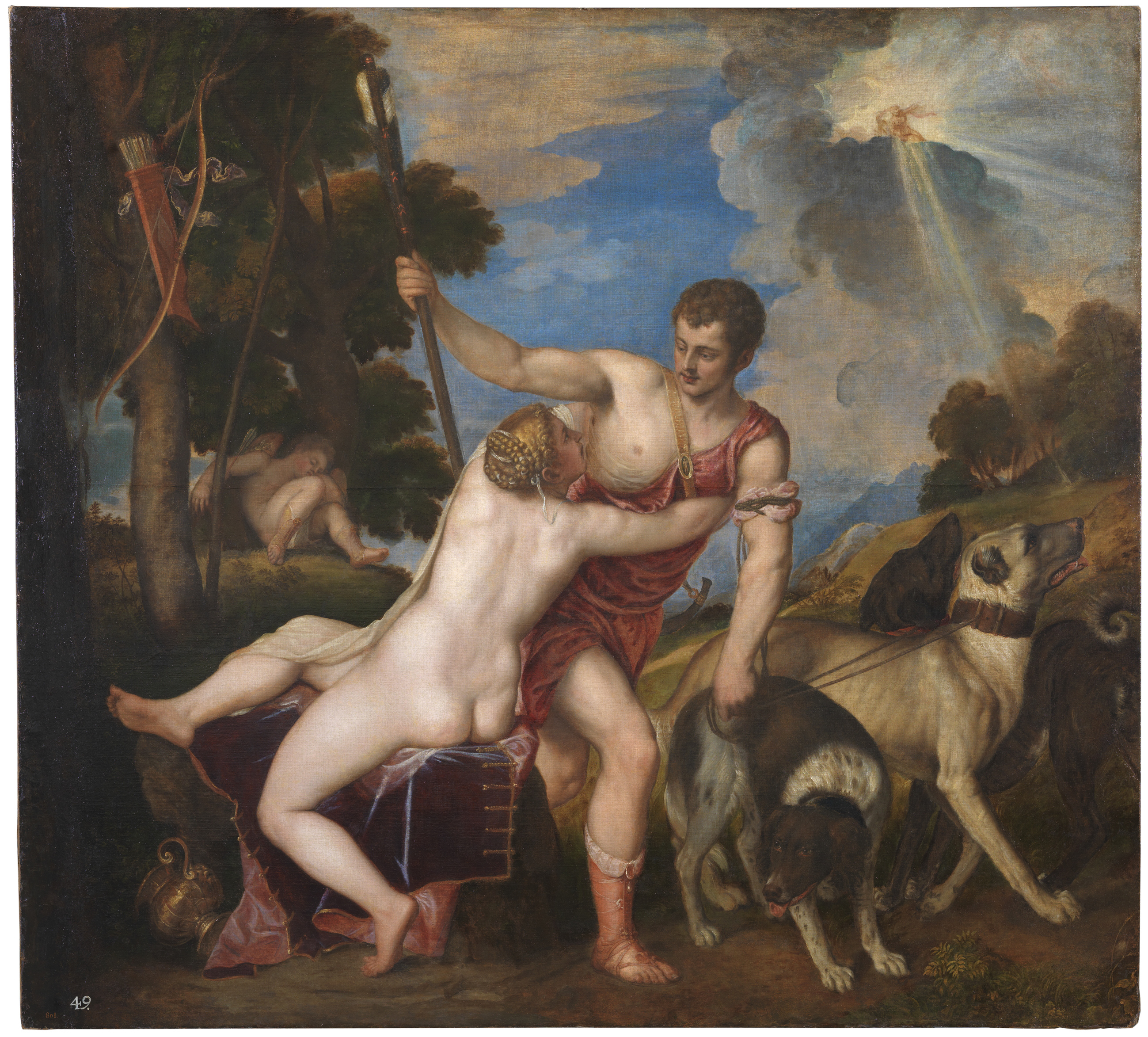
Venere e Adone nella versione di Tiziano al museo del Prado.